# 朱瑬
朱鎏（1465年—？），字孔貴，廣西桂林府陽朔縣人，民籍，明朝政治人物。

## 生平
成化二十二年（1486年）丙午科廣西鄉試第五十名舉人。弘治六年（1493年）中式癸丑科會試第二百六十三名，三甲第一百五十三名進士。正德間官山東按察司副使，整飭薊州兵備。

## 家族
曾祖朱懷吉；祖父朱龍光；父朱聲，惠州府經歷。前母李氏；母謝氏。具庆下。
子朱鸞，舉人；朱鵬，進士。